# Stenia gigantalis
Stenia gigantalis là một loài bướm đêm trong họ Crambidae.